# Kasteel van Rukkelingen

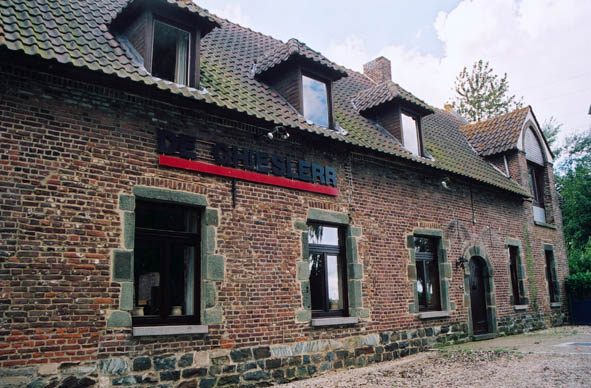
Het oyde kasteel van Rukkelingen of Rattenkasteeltje

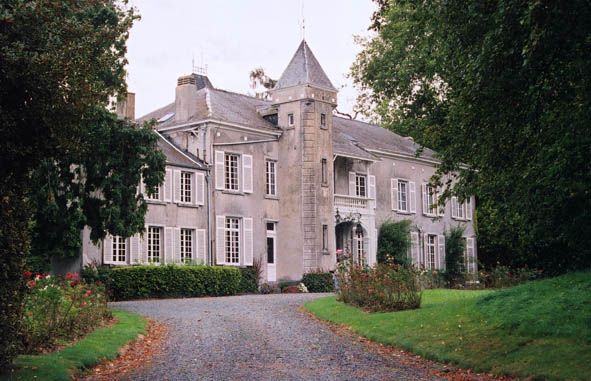
Het nieuwe Kasteel van Rukkelingen in Sint-Pieters-Leeuw

Het Kasteel van Rukkelingen is een kasteel in Sint-Pieters-Leeuw in de Belgische provincie Vlaams Brabant dat dateert van de Salische tijd. 
Van de vroegere burcht van Rukkelingen blijft thans (2021) alleen een woonhuis over. De buurtbewoners noemen het "het klein kasteeltje" of "rattenkasteeltje".
Het Kasteel van Rukkelingen wordt gemakkelijk verward met het nieuwe kasteel van Rukkelingen (foto) dat enkele honderden meter ten Oosten is gelegen. Het nieuwe kasteel dateert van de 19e eeuw. Opmerkelijk aan het nieuwe kasteel is de aparte meestertoren (niet zichtbaar op de foto) die opgetrokken is in Middeleeuwse stijl (zoals dit wel vaker gedaan werd in de Romantiek), maar die dus niet uit de middeleeuwen stamt.
Beide kastelen liggen in de schaduw van de zendmast van Sint-Pieters-Leeuw.